# Словакізація

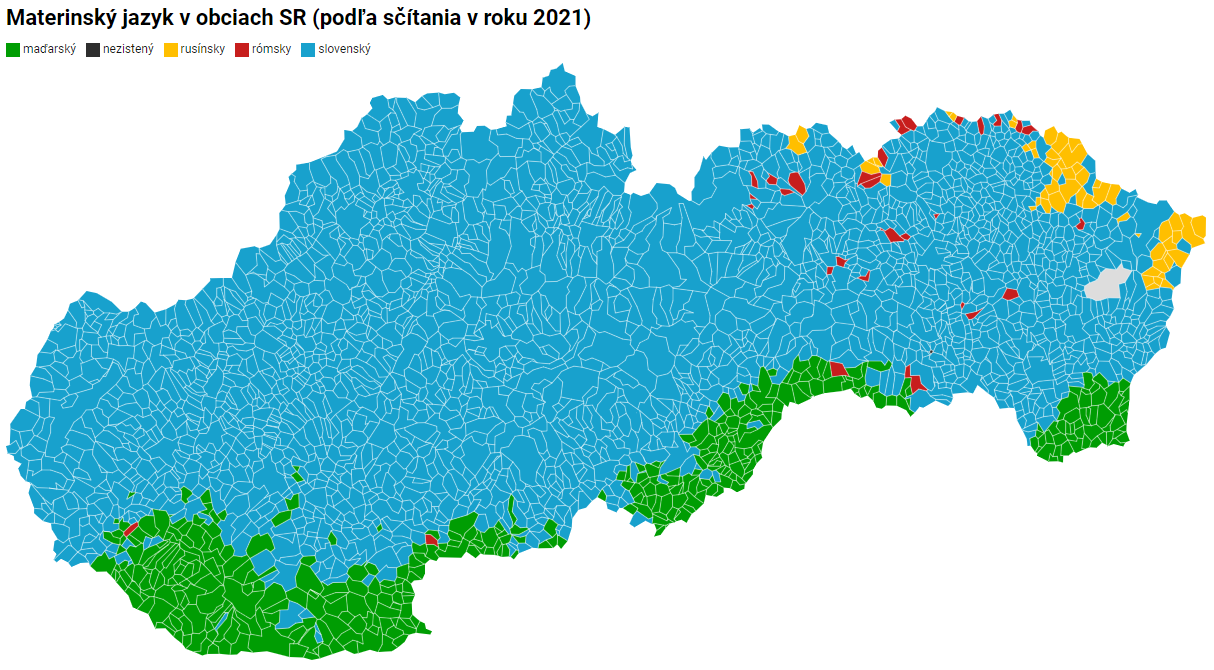
Мовна мапа Словаччини за даними перепису 2021 року

Словакізація (словац. slovakizácia; угор. szlovákosítás) — сукупність дій та умов, спрямованих на зміцнення культурних змін, що змушує людей несловацького етнічного походження ставати словаками. Цей процес можна назвати «прискореною асиміляцією». В історичному контексті поняття «словакізація» може означати державну політику, спрямовану на створення національної держави як у Словаччині, так і в колишній Чехословаччині.
Це поняття використовується стосовно угорців, українців-русинів, поляків, німців та євреїв. Якщо політику «словакізації» стосовно угорців можна пояснити відповіддю словаків на їхню «мадяризацію» угорцями, стосовно німців понімеченням, то «словакізації» стосовно українців, які ніколи не володіли етнічними землями населеними словаками, пояснити важко.

## Словакізація українців Пряшівщини
Після Другої світової війни почався поступовий наступ на русинів-українців Чехословаччини, хоча їм обіцяли широкі культурні права. Спочатку відбувся перехід українських шкіл на словацьку мову (1949 — 60 шкіл, 1952 — 60 24, 1961 — 63 — 160). Словацька влада почала змушувати українських вчителів до залишення ними своїх місця праці, їх змушували проходити перекваліфікацію та вживати виключно словацьку мову в навчальному процесі. У 1968 році ці дискримінаційні заходи словацької влади проти українських вчителів викликали страйки. 
У Чехословаччині словацька комуністична влада почала боротьбу з «українським буржуазним націоналізмом», що супроводжувалося переслідуваннями української інтелігенції. Також словацька комуністична влада поставила перед місцевими лемкам вибір: обрати ідентичність словацьку чи українську. Тоді вибір української ідентичності, коли не минула цілком загроза примусового виселення в радянську Україну, межував з героїзмом. Також у 1947 році понад 12 тис. українців Пряшівщини переселилися в Рівненську та Волинську області України, а 20 тис. – у промислові центри Чехії та Словаччини. Все це призвело до того, що в 1950 році лише 48 231 осіб визнавали себе русинами-українцями. 
Одним з чинників «словакізації» українців став так званий Пряшівський синод 28 квітня 1950 року, коли під тиском комуністичної влади Греко-Католицька Церква в Чехословаччині була примусово скасована, монастирі ліквідовані, обидва єпископи ув'язнені, духовенство здебільшого вивезене до концентраційних таборів, а вірних оголошено православними. 23 листопада 1951 року було утворено так звану Автокефальну Православну Церкву ЧССР (ЧСПЦ), що її очолив росіянин Елевферій Воронцов, призначений Московським патріархом. Після цього значна частина вірних, переважно у містах, почала ходити у костьоли, що в подальшому сприяло «словакізації». Після відродження греко-католицької церкви вона стає одним з інструментів «словакізації» русинів-українців. Одним з полум'яних «словакізаторів» стає о. Іван Гірка, «словакізований» українець, батьки якого походять з Галичини.
Процес «словакізації» русинів-українців тривав, й триває нині. Так, 1921 року в с. Руське русини-українці становили 70,17% його населення, 2001 року вже жоден мешканець не ідентифікував себе ані русином, ані українцем. Така ж ситуація в с. Детрик, де у 1921 році 93,08% мешканців становили русини-українці, а вже 2001 року жоден його мешканець не називав себе русином чи українцем. У 1921 році в с. Руська Бистра 98,59% його мешканців становили русини-українці, а у 2001 році лише 3,91% його мешканців ідентифікували себе як русинів чи українців.
У 1990 році, при підтримці словацької влади, на противагу «Союзу русинів-українців Словаччини» виникла «Русинське відродження», яка  входить до складу Світової ради русинів та виступає за відокремлення русинів від українців. Так русько-українську меншину Словаччини було розколото на українців та русинів. 
Як зазначив Микола Мушинка (словацький фольклорист та українознавець, мистецтвознавець, літературознавець, бібліограф), стосовно поділу русинів-українців на русинів та українців, це «є лише перехідним етапом до повної словакізації русинів-українців».